# Planerita
La planerita és un mineral de la classe dels fosfats, que pertany al grup de la turquesa. Rep el seu nom en honor de Dimitrii Ivanovich Planer (1821-1882), mineralogista i antic director de les mines de coure de Gumeshevsk, a Rússia, qui va descobrir l'espècie en un indret proper a aquestes mines.

## Característiques
La planerita és un fosfat de fórmula química Al₆(PO₄)₂(PO₃OH)₂(OH)₈(H₂O)₄. Cristal·litza en el sistema triclínic. La seva duresa a l'escala de Mohs és 5. Forma una sèrie de solució sòlida amb la turquesa. És una espècie relacionada amb l'afmita i la kobokoboïta.
Segons la classificació de Nickel-Strunz, la planerita pertany a «08.DD - Fosfats, etc, només amb cations de mida mitjana, (OH, etc.):RO₄ = 2:1» juntament amb els següents minerals: chenevixita, luetheïta, acrocordita, guanacoïta, aheylita, calcosiderita, faustita, turquesa, afmita, childrenita, eosforita i ernstita.

## Formació i jaciments
Va ser descoberta al segle xix al mont Chernovskaya, prop el riu Chernaya, a l'óblast de Sverdlovsk, al Districte Federal dels Urals (Rússia). Ha estat trobada en tots els continents del planeta a excepció de l'Antàrtida. Als territoris de parla catalana ha estat descrita únicament a les mines de Rocabruna de Bruguers, a Gavà (Baix Llobregat, Barcelona).